# Nycteola underwoodi
Nycteola underwoodi är en fjärilsart som beskrevs av Druce 1901. Nycteola underwoodi ingår i släktet Nycteola och familjen trågspinnare. Inga underarter finns listade i Catalogue of Life.